# Motmot andí
El motmot andí (Momotus aequatorialis) és una espècie d'ocell de la família dels momòtids (Momotidae) que habita els boscos de les muntanyes de Colòmbia, Equador i el Perú.